# Dzika Wolność
Dzika wolność – drugi album studyjny zespołu Gang Olsena wydany w 1994 roku.

## Lista utworów
Opracowano na podstawie materiału źródłowego:
1. „Bezdomne sny” – 4:17
2. „Czuła jest noc” – 5:10
3. „Uwierz mi (Zacznij żyć)” – 5:21
4. „Jak tu nie wypić” – 2:23
5. „Daję ci wszystko” – 5:26
6. „Zimny oddech mafii” – 3:14
7. „Lisica (Utwór dedykowany gwieździe porno Teresie Orlovskiej)” – 4:15
8. „Masz tego dość część I” – 3:59
9. „Masz tego dość część II (instr.)” – 2:45
10. „Pechowy Facet (Unlucky Guy II)” – 4:14
11. „Dzika Wolność” – 4:10